# Kajiado
Kajiado es una localidad de Kenia, con estatus de villa, capital del condado del mismo nombre.
Tiene 18 281 habitantes según el censo de 2009.

## Demografía
Los 18 281 habitantes de la villa se reparten así en el censo de 2009:
- Población urbana: 14 631 habitantes (7458 hombres y 7173 mujeres)
- Población periurbana: 229 habitantes (107 hombres y 122 mujeres)
- Población rural: 3421 habitantes (1718 hombres y 1703 mujeres)

## Transportes
Se sitúa sobre la carretera A104, que une Tanzania con Uganda pasando por Nairobi.